# Asada (cráter)

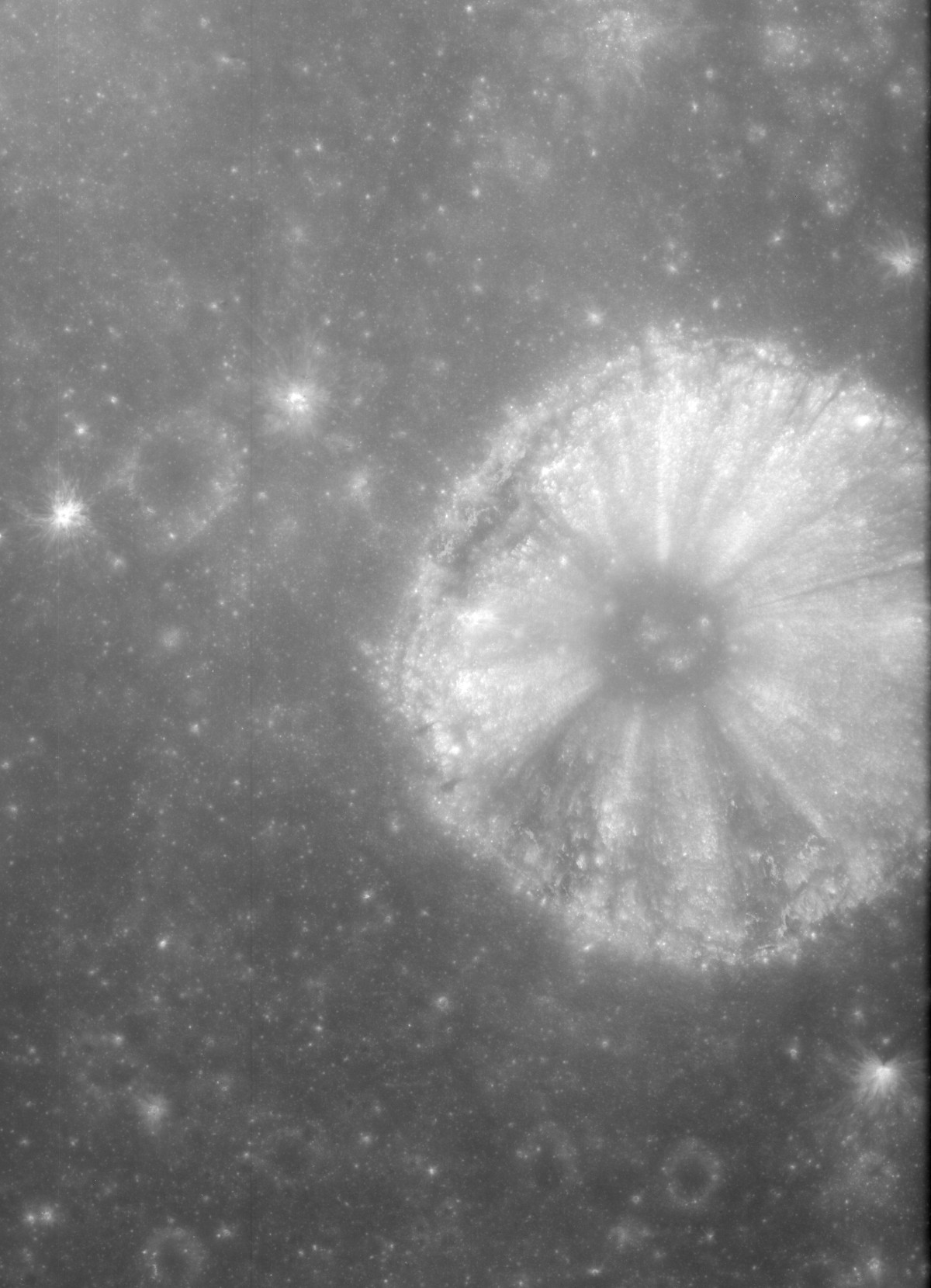
Imagen panorámica de Asada
desde el Apolo 17

Asada es un pequeño cráter de impacto lunar situado en el extremo norte del Mare Fecunditatis, al noreste del cráter Taruntius. Se trata de una formación circular con paredes interiores lisas que rodean una pequeña plataforma situada en su punto medio. Asada fue designado Taruntius A antes de ser renombrado por la IAU.
|  |  |